# Cale (maritime)
Pour les articles homonymes, voir Cale.

Cale dans un port.

Une cale est un plan incliné en pente douce, situé au bord d'un plan d'eau, destiné à haler ou mettre à l'eau un bateau.

## Description
Il existe deux types de cale :
A) * la Cale de construction (en anglais slipway) est munie d'une voie ferrée, destinée à mettre à l'eau ou à haler au sec, pour une réparation ou pour le lancement d'un navire dans la construction navale en tout genre. Il peut être construit « en long », perpendiculaire au rivage, ou « en travers », parallèle au rivage.
B) * la Cale d'accostage (en anglais slip) qui est généralement dans un port à quai, destinée à mettre à l'eau un bateau ou autres engins navigables (scooter des mers, jet-ski, etc.).

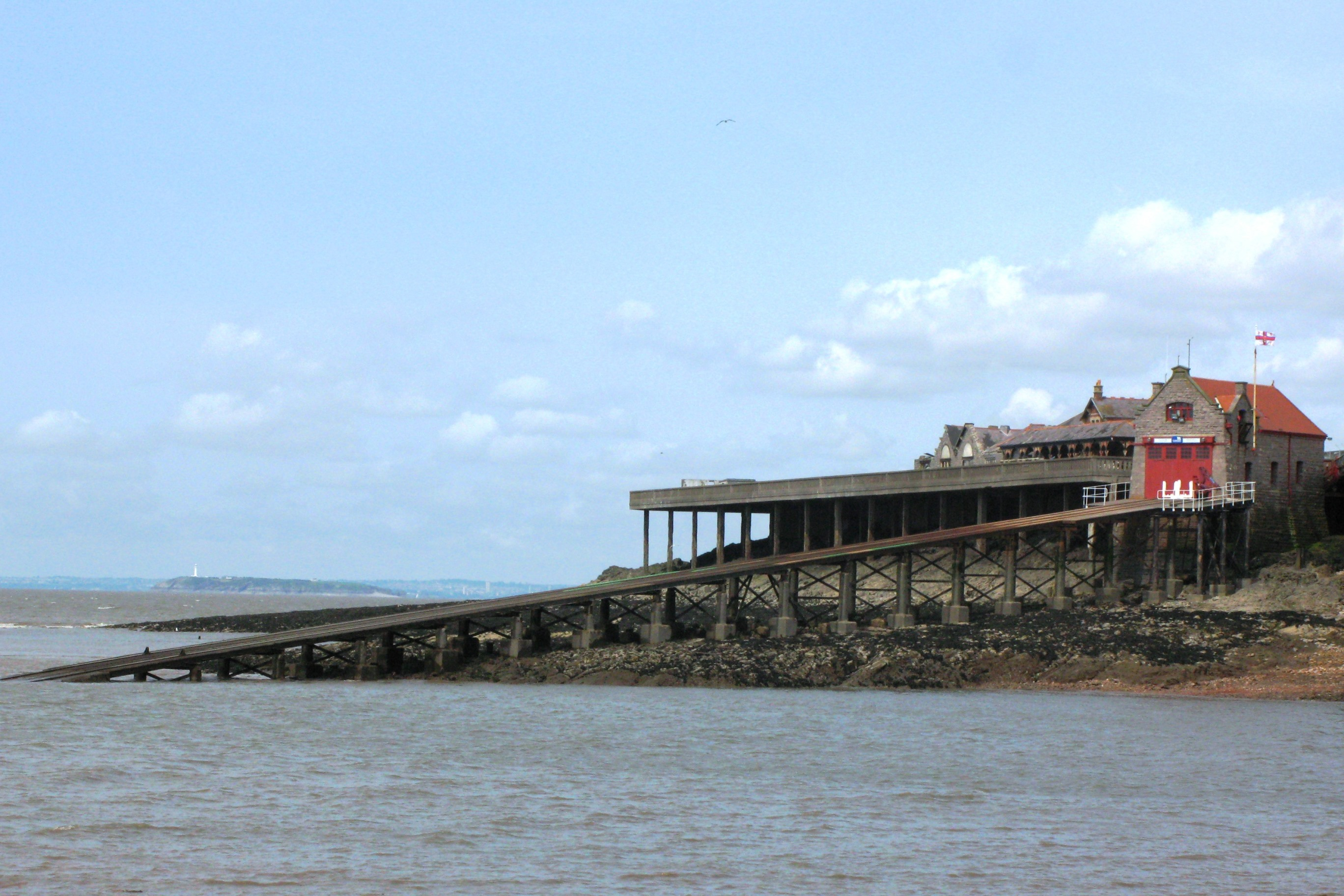
Cale (slipway) de la station de sauvetage de Birnbeck en Angleterre.
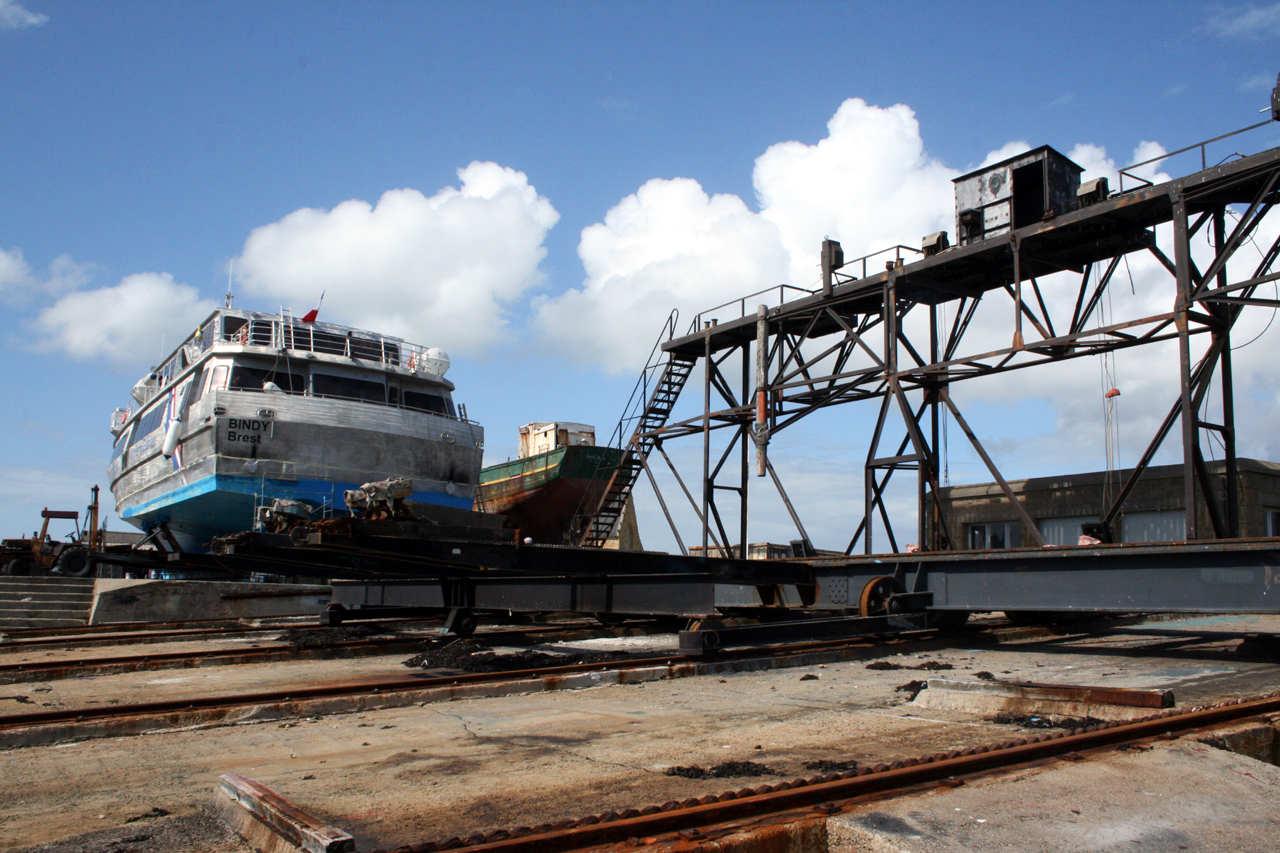
Cale en travers pour réparations à Camaret-sur-Mer.
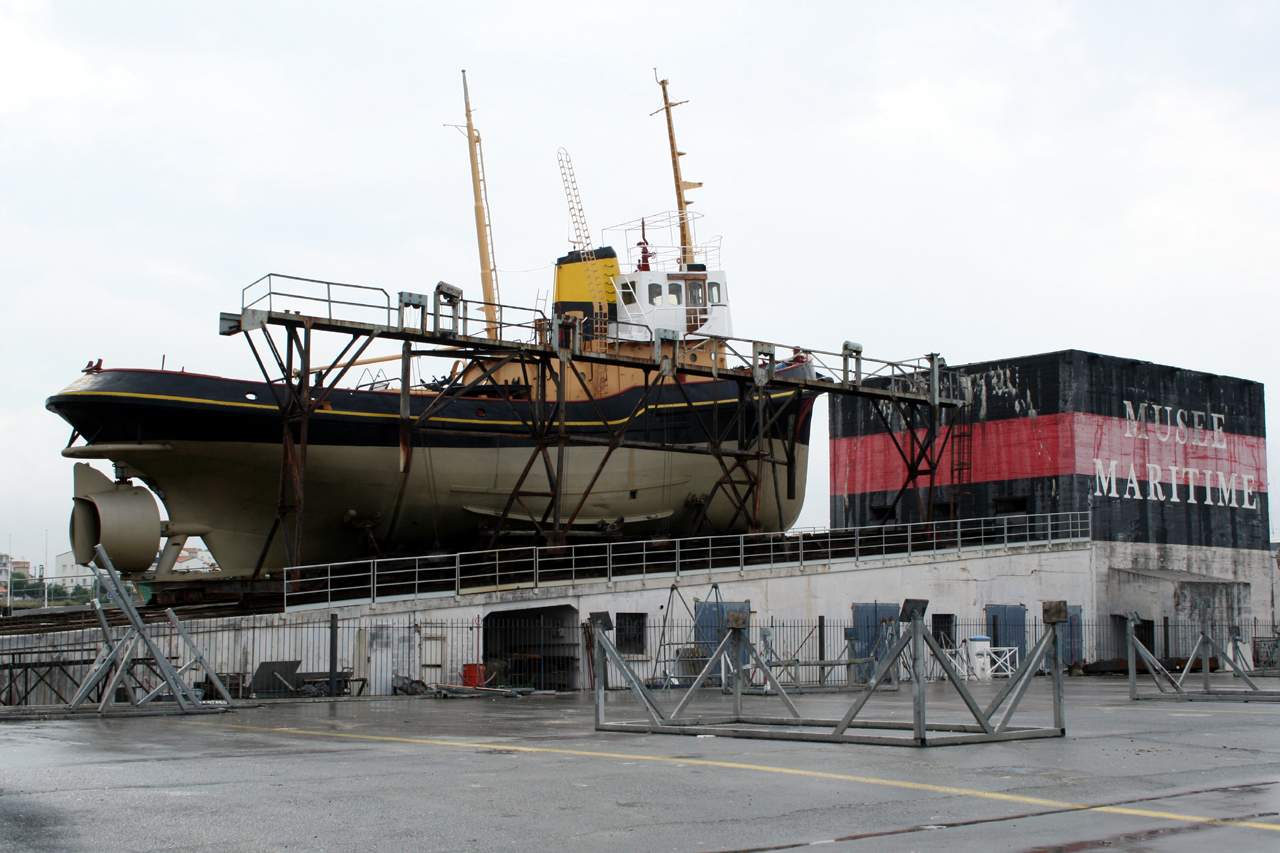
Cale de réparations du musée maritime de La Rochelle avec un remorqueur en place.
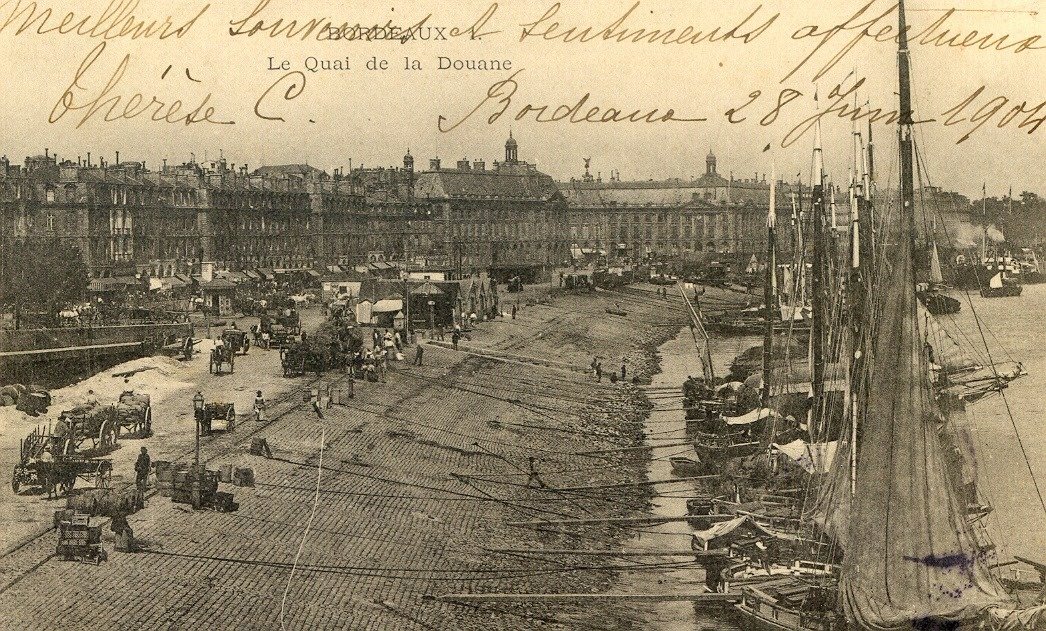
Cales du quai de la Douane à Bordeaux.

## Autre sens
On appelle aussi, slip, le plan incliné arrière au moyen duquel les baleines étaient hissées sur le pont d'un navire-usine baleinier.